# Kataoka Tōyō
Kataoka Tōyō (東陽 片岡?, Tōyō Kataoka; Tokyo, 16 giugno 1958) è un fumettista giapponese.

## Biografia[1]
Laureato presso l’Università di belle arti Tama (多摩美術大学?, Tama bijutsu daigaku), debutta nell’industria del manga nel 1994 sulle pagine della rivista Garo. I suoi manga sono ambientati prevalentemente nello Shitamachi (下町?) urbano, zone della antica Tokyo, in via di estinzione, con le sue vecchie e povere abitazioni in legno  costruite le une vicine alle altre. Sebbene apparentemente ambientato nel presente, il suo è un mondo che ricorda le prime difficoltà del dopoguerra. I suoi personaggi sono spesso vagabondi, poveri pensionati, alcolizzati, uomini alla deriva. Il suo stile di disegno è dettagliato, con linee spesse, tratteggio fitto, mezzi toni disegnati a mano. Il disegno è molto espressivo, particolarmente i volti dalle narici grandi, labbra spesse e fronte alta, simile allo stile di Yasuji Tanioka (谷岡ヤスジ?). Per questo metodo fortemente artigianale nell'esecuzione grafica delle sue opere  è stato paragonato ad un meticoloso tessitore di tatami in paglia. 

## Opere
- (JA) Yarakai manga  (やらかい漫画 ?), 1996.
- (JA) Danboru Teikoku no Tenshitach    (段ボール低国の天使たち?), Jitsugyo no Nihon Sha, 2000, ISBN 978-4408165660.
- (JA) Aishū gekijō    (うすバカ二輪伝   ?), Seirin Kōgeisha, 25 luglio 2002, ISBN 978-4883791149.
- (JA) Usubaka Nirinden   (うすバカ二輪伝 ?), Seirin Kōgeisha, 25 novembre 2003, ISBN 978-4883791439.
- (JA) Omisoji no Machi  ( お三十路の町?), Shogakukan, 2004, ISBN 978-4091790637.
- (JA) Usu Baka Fuuzoku-den  (うすバカ風俗伝 ?), Seirin Kōgeisha, 2006, ISBN 978-4883792061.
- (JA) Usubaka Shouwa Blues  (うすバカ昭和ブルース ?), Seirin Kōgeisha, 31 maggio 2008, ISBN 978-4883792610.
- (JA) Yasagure Bonnou Blues   ( やさぐれ煩悩ブルース?), Media Kuraisu  (メディア・クライス?), 2 gennaio 2008, ISBN 978-4778803360.
- (JA) Suteteko Koushinkyoku   (ステテコ行進曲 ?), Seirin Kōgeisha, 18 settembre 2009, ISBN 978-4883792917.
- (JA) Let's Go!! O-Snack   (レッツゴー!!おスナック ?), Seirin Kōgeisha, 10 agosto 2010, ISBN 978-4883793204.
- (JA) Jukujo Hotetoru Shibire Tabi  (熟女ホテトルしびれ旅 ?), Seirin Kōgeisha, 30 gennaio 2011, ISBN 978-4883793334.
- (JA) Shiawase no Lemon Sour    (シアワセのレモンサワー?), Aiikusha   (愛育社 ?), 1º aprile 2011, ISBN 978-4750003917.
- (JA) Komoesuta usura baka   (コモエスタうすらバカ?), Seirin Kōgeisha, 29 febbraio 2012, ISBN 978-4883793600.